# Махмуд Абу Ель-Сауд
Махмуд Абу Ель-Сауд (араб. محمود ابو السعود‎, нар. 30 листопада 1987, Ель-Мансура) — єгипетський футболіст, воротар клубу «Ель Мокаволун аль-Араб».
Грав за національну збірну Єгипту.

## Клубна кар'єра
У дорослому футболі дебютував 2008 року виступами за команду «Ель-Мансура», в якій провів два сезони, взявши участь у 25 матчах чемпіонату.  Відзначався досить високою надійністю, пропускаючи в іграх чемпіонату в середньому менше одного гола за матч.
Своєю грою за цю команду привернув увагу представників тренерського штабу клубу «Аль-Аглі», до складу якого приєднався 2010 року. Основним гравцем команди не став і частину 2012 року провів в оренді в команді «Ель Мокаволун аль-Араб», а 2014 року на аналогічних умовах захищав ворота «Ель-Канаха». 
Того ж 2014 року уклав контракт з клубом «Ель Мокаволун аль-Араб», де отримав статус основного голкіпера команди. 

## Виступи за збірну
2009 року дебютував в офіційних матчах у складі національної збірної Єгипту.
Наступного року був включений до заявки команди на Кубок африканських націй 2010 в Анголі, де Єгипет здобув титул континентальних чемпіонів. Утім на турнірі Ель-Сауд був лише одним з дублерів Ессама Ель-Хадарі, на турнірі на поле не виходив, після його завершення до лав національної команди не залучався.

## Титули і досягнення
- Чемпіон Єгипту (1):

«Аль-Аглі»: 2010-2011
- Переможець Ліги чемпіонів КАФ (1):

«Аль-Аглі»: 2012
- Переможець Кубка африканських націй: 2010